# Guanfacine
La guanfacine (nom commercial en France : Estulic) est un médicament employé pour traiter l'hypertension artérielle. Il est aussi utilisé dans le trouble du déficit de l'attention (TDAH) et l'anxiété (hors-autorisation de mise sur le marché en France).
Elle a été approuvée à des fins médicales aux États-Unis en 1986 et par l'Agence européenne des médicaments en 2015. Elle est disponible sous forme de médicament générique.

## Utilisations médicales
La guanfacine est utilisée seule ou en association avec des stimulants pour traiter le trouble déficit de l'attention, l'hypertension artérielle ainsi que l'anxiété (hors-AMM).

## Histoire
En 1986, la Food and Drug Administration (FDA) a approuvé l'utilisation de guanfacine pour le traitement de l'hypertension sous la marque Tenex.
En 2010, la FDA a approuvé l'utilisation de guanfacine pour le traitement du trouble du déficit de l'attention (TDAH) chez les personnes âgées de 6 à 17 ans. Elle a ensuite été approuvé (une nouvelle fois pour le TDAH) par l'Agence européenne des médicaments en 2015.

## Pharmacologie
Contrairement à la Ritaline, la guanfacine ne jouerait pas sur la recapture de la dopamine mais plutôt sur la transmission synaptique au niveau du cortex préfrontal.

## Études

### Anxiété
Une étude suggère que la guanfacine est potentiellement efficace dans le traitement de l'anxiété. Cette étude a comparé les effets de la guanfacine (1 mg à 6 mg par jour) par rapport à un placebo chez 83 participants âgés de 6 à 17 ans pendant 12 semaines. Une proportion plus élevée d'enfants recevant la guanfacine ont obtenu un score inférieur ou égal à 2 dans l'impression clinique global (en) (CGI) à la fin de l'étude, par rapport aux enfants recevant le placebo.

### Trouble de stress post-traumatique (trouble anxieuxsévère à la suite d'un traumatisme)
La guanfacine a été étudiée en tant que traitement du trouble de stress post-traumatique (SSPT). Les preuves d'efficacité chez l'adulte sont limitées, mais une étude a montré des résultats positifs chez les enfants qui en étaient atteints, avec en outre un TDAH comorbide.
Il pourrait également être utile chez les patients adultes atteints de trouble de stress post-traumatique (SSPT) qui ne répondent pas aux antidépresseurs.

### Sevrage des opioïdes, de l'alcool et de la nicotine
La guanfacine a été étudiée pour le traitement du sevrage des opioïdes, de l'alcool et de la nicotine. Il a été démontré que la guanfacine contribue à réduire le besoin de nicotine induit par le stress chez les fumeurs qui tentent de cesser de fumer, ce qui peut impliquer un renforcement de la maîtrise de soi dans le cortex préfrontal.

### Maladie de Tourette
Les résultats des études utilisant la guanfacine pour traiter la maladie de Tourette ont été mitigés.